# Ivan Vaníček
Ivan Vaníček (29. února 1944 – 7. května 2025) byl český stavební inženýr, geotechnik a profesor. Působil na katedře geotechniky Fakulty stavební ČVUT (FSv ČVUT). Zabýval se zakládáním staveb, mechanikou zemin, environmentální geotechnikou či problematikou skládek a úložišť jaderného odpadu. Byl soudním znalcem v oboru Stavebnictví (důlní, těžební a energetické stavby).
Byl předsedou České geotechnické společnosti.

## Život
Ivan Vaníček pocházel z rodiny pražského právníka Jindřicha Vaníčka. V roce 1967 vystudoval Fakultu stavební ČVUT, obor hydrotechnika a geotechnika, a pak krátce působil na Ústavu teoretické a aplikované mechaniky (pozdější Kloknerův ústav). V letech 1967–1980 byl vedoucím laboratoře mechaniky zemin na katedře geotechniky FSv ČVUT. V roce 1975 obdržel titul kandidát věd a poté do roku 1976 působil na stáži na londýnské Imperial College London. V roce 1980 byl jmenován docentem v oboru Mechanika zemin a zakládání staveb, profesorem se stal roku 1988. Mezitím, v roce 1985, obdržel titul doktor věd.
Jako expert se podílel na projektech stanice metra Budějovická, zemních těles dálnic D0, D1, D5 a D8, jaderných elektráren v Česku, zemních a kamenitých hrází přehrad a rybníků či sportovních stadionů.
Jeho rodina získala v roce 1993 v restituci Nový zámek v jihočeských Lnářích. Byl jednatelem společnosti Dvůr Lnáře a na starost měl mj. 540 hektarů rybníků, 1436 hektarů lesů a 160 hektarů zemědělské půdy. Byl podílníkem ve společnosti Blatenská ryba.
Ivan Vaníček byl ženatý a měl dva syny (* 1972 a * 1974). Bytem byl uváděn na Praze 6.